# عفراء ساراتش أوغلي
افرا ساراتش أوغلو (بالتركية: Afra Saraçoğlu) (مواليد 2 ديسمبر 1997، أنقرة، تركيا - )، ممثلة وعارضة أزياء تركية، شاركت في عدة مسلسلات وأبرزها مسلسل فضيلة وبناتها سنة 2017 ومسلسل الطائر الرفراف سنة 2022.

## أعمالها
| مسلسلات   | مسلسلات        | مسلسلات       | مسلسلات    |
| السنة     | العنوان        | الدور         | ملاحظات    |
| --------- | -------------- | ------------- | ---------- |
| 2017-2018 | فضيلة وبناتها  | إيجه شامكيران | بطولة      |
| 2019      | أبناء الإخوة   | حياة شتين     | بطولة      |
| 2020      | المعلم         | جيزام بوزكورت | بطولة      |
| 2021      | يشيلجام        | تولين         | بطولة      |
| 2022      | الطائر الرفراف | سيران شانلي   | بطولة      |
| أفلام     |                |               |            |
| السنة     | العنوان        | الدور         | ملاحظات    |
| 2016      | فرصة ثانية     | شيشيك         | ممثل مساعد |
| 2017      | الفتى السيئ    | كايلا         | بطولة      |
| 2018      | İyi Oyun       | أدا           | بطولة      |
| 2018      | أهذا هو العشق  | جولوم         | بطولة      |

## الجوائز
- جوائز تركيا للشباب لأفضل ممثلة مساعدة [2]
- جوائز الفراشة الذهبية الخامسة والأربعون[3]